# Batrisus formicarius
Batrisus formicarius  (лат.) — вид мирмекофильных жуков ощупников из семейства
стафилинид. Крупный представитель ощупников ржаво-красного цвета (длина тела 3—3,5 мм). Второй и третий тергиты брюшка по бокам не окантованы. На переднеспинке три базальные ямки, соединённые поперечными бороздками. Надкрылья короткие, поэтому последние тергиты брюшка хорошо видны сверху. Обнаружены в гнёздах муравьёв рода Lasius (Lasius brunneus, Lasius emarginatus, Lasius alienus).